# جورج ألفرد كارلسون
وهو سياسي أمريكي ينتمي إلى الحزب الجمهوري ولد جورج ألفرد كارلسون في 23 تشرين الأول -أكتوبر من سنة 1876 في ولاية أيوا الأمريكية تخرج كارلسون في عام 1902 من جامعة كولورادو شغل كارلسون منصب حاكم ولاية كولورادو الأمريكية ما بين عامي 1915 إلى عام 1917 توفي جورج ألفرد كارلسون في 6 كانون الأول - ديسمبر من سنة 1926 في مدينة دنفر بولاية كولورادو.